# Heimat
Heimat és un mot alemany que és impossible de traduir per un sol terme en català, encara que correspongui a un sentiment universalment difós. Designa a la vegada el país on hom neix, el vilatge on hom ha crescut, però també la casa on hom ha passat la infantesa o aquella on hom és a casa. Així quan hom és lluny de casa, de l'agre del terrer hom sent enyor o enyorança, ço és el mal del país, el « Heimweh », a l'origen el mal dels mercenaris suïssos que va inspirar l'any 1688 el jove Alsacià Johannes Hofer la idea de nostàlgia a la tesi secundària que va sostenir a la universitat de Basilea. Hi va haver una època en què la llengua alemanya oposava « Heimat » a « Elend », la misèria. Aquest darrer vocable ve de l'antic alemany « ali-lenti » qui significa literalment « l'altre país » o l'estranger. Viure « a l'estranger » era doncs sinònim de viure « en la misèria », el que va definir per extensió « Heimat » com un equivalent de la felicitat.
Fins al segle xvii, per als cristians, la misèria era fins i tot sinònima de l'aquí-baix: la « Heimat » era llavors el més enllà, el Paradís. Una persona finada era doncs alliberada d'aquesta « misèria » i anava « a casa seva », « daheim ». El mot « Heimat » és doncs alhora de l'ordre del sentiment, de la fe religiosa, del records d'infantesa, d'un horitzó familiar o d'una atmosfera ben precisa. A la màxima llatina ubi bene, ibi patria (allà on hom s'està, hom hi és a casa), « patria » significa en alguna manera la mare pàtria, doncs a l'encop el país dels pares i la terra materna. D'ençà, la « Pàtria », en alemany « Vaterland » ha esdevingut una idea política : té fronteres, una bandera, una capital i un govern, mentre que la « Heimat » no té pas bandera. És, segons Waltraud Legros, « el país que cadascun porta a l'interior de si ».
Del segle xix ençà, bon nombre de museus locals (o municipals) s'anomenen Heimatmuseum.
El terme coneix actualment (dels anys 1970 ençà) una revifalla de popularitat a Alemanya, com a designador del que pertany a l'autenticitat, a la cultura regional (també nacional).